# Казалино
Казалино (итал. Casalino) — коммуна в Италии, находится в регионе Пьемонт, в провинции Новара.
Население составляет 1564 человека (2008), плотность населения составляет 37 чел./км². Занимает площадь 39 км². Почтовый индекс — 28060. Телефонный код — 0321.
Покровителями коммуны почитаются святые апостолы Пётр и Павел, празднование 29 июня.

## Демография
Динамика населения:

## Администрация коммуны
- Официальный сайт: http://www.comune.casalino.no.it/